# Мадонна делла Мизерикордия
Мадонна делла Мизерикордия (итал. La Madonna della Misericordia — Мадонна Милосердия) — в католицизме иконографический тип изображения Девы Марии, расстилающей Свой плащ, чтобы приветствовать и защитить покровом преклонивших колени верующих. Иные названия: «Мадонна с покрывалом», «Дева Мария Милосердная». В восточной церкви этому типу соответствует понятие Елеу́са (греч. Ελεούσα — Милостивая, Милующая от έλεος — сострадание, сочувствие), или Умиление, но византийский канон иконы Умиления композиционно отличается от западной «Мадонны Милосердной».

## Происхождение иконографии
В западноевропейском Средневековье существовал обычай «защиты плаща» (итал. protezione del mantello), когда высокопоставленные лица, чаще аристократические дамы или рыцари при дворе, могли даровать защиту тем, кто подвергался преследованиям или нуждался в помощи. Такая защита символически именовалась «убежище под плащом», получала правовую основу и считалась неприкосновенной. Таким образом формировались «братства плаща», или «братства милосердия» (итал. confraternite della Misericordia). С распространением этой идеи люди стали искать убежище под покровом Девы Марии: мужчины и женщины, дети, члены религиозных братств или торговых общин, донаторы, епископы и папы, короли и императоры.
Мадонна, представленная в образе защитницы человечества от всех зол мира, также называлась «Мадонной дель Аюто» (итал. Madonna dell'Aiuto — Мадонной помощи), «делла Консолационе» (итал. della Consolazione — Утешения), во Франции: «Нотр-Дам де Консоласьон» (фр. Наша Дама Утешения, в Германии: «Шутцмантельмадонной» (нем. Schutzmantelmadonna — Мадонной защитного покрова).
Литургический праздник Девы Марии Милосердной отмечается ежегодно по Общему римскому календарю 24 сентября.
Среди многих исторических источников выделяется сочинение немецкого теолога Цезария Гейстербахского, который в «Беседах о чудесах» (лат. Dialogus miraculorum, 1219—1223) сообщал о видении монаха-цистерцианца (к этому ордену он принадлежал сам), который, охваченный экстазом и вознесённый на небеса, имел возможность увидеть своих почивших братьев под складками плаща Девы Марии. Эту концепцию вскоре переняли и другие ордена: доминиканцы, кармелиты и даже иезуиты.
Младенец Христос в подобных композициях не изображается, что подчёркивает значение самой Мадонны как заступницы всех людей на земле. Окружающие Мадонну фигуры изображаются маленькими, часто коленопреклонёнными, что также отражает главную идею композиции. В картинной галерее Оспедале дельи Инноченти (Приюта невинных младенцев) во Флоренции хранится картина неизвестного художника, связанная с этим приютом, «Мадонна невинных младенцев». На картине показана Дева Мария на фоне фасада здания приюта. Она осеняет Своим покрывалом воспитанников, изображённых художником наивно и трогательно в трёх возрастных группах — от самых маленьких, спелёнутых бинтами, до почти взрослых, молитвенно сложивших руки.
Широко известна на близкую тему картина Пьеро делла Франческа «Мадонна с плащом милосердия». В 1499 году подобную композицию повторил Рафаэль Санти.
В период Реформации изображения «Мадонны с покрывалом» вызывали насмешку Мартина Лютера, который называл их «курицей с цыплятами». В эпоху маньеризма и барокко XVII—XVIII веков на основе традиционной иконографии складывалась несколько иная, светская композиция: мать в окружении множества детей либо отгоняющая дьявола от детей. Такая композиция — Матерь Милосердная (лат. Mater Misericordiae), или просто «Милосердие», не является изображением Мадонны и рождена, вероятнее всего, библейским сюжетом вифлеемского Избиения младенцев. Постепенно аллегория Милосердия сближалась с иконографией «Девы кротости» (лат. Virgo Clemens), или «Мадонны Милосердной» (итал. Madonna della Clemenza), «Матери, достойной любви» (лат. Mater Amabilis). В последнем варианте Деву Марию изображали сидящей на земле с младенцем Христом на руках, либо на низком подиуме, или в «Саду роз»: Hortus conclusus. И, наконец, в композиции «Матерь Заступница» (итал. Mater Soccorso) произошло полное отождествление традиционной аллегории милосердия и Мадонны в образе матери, окружённой детьми.

## Галерея

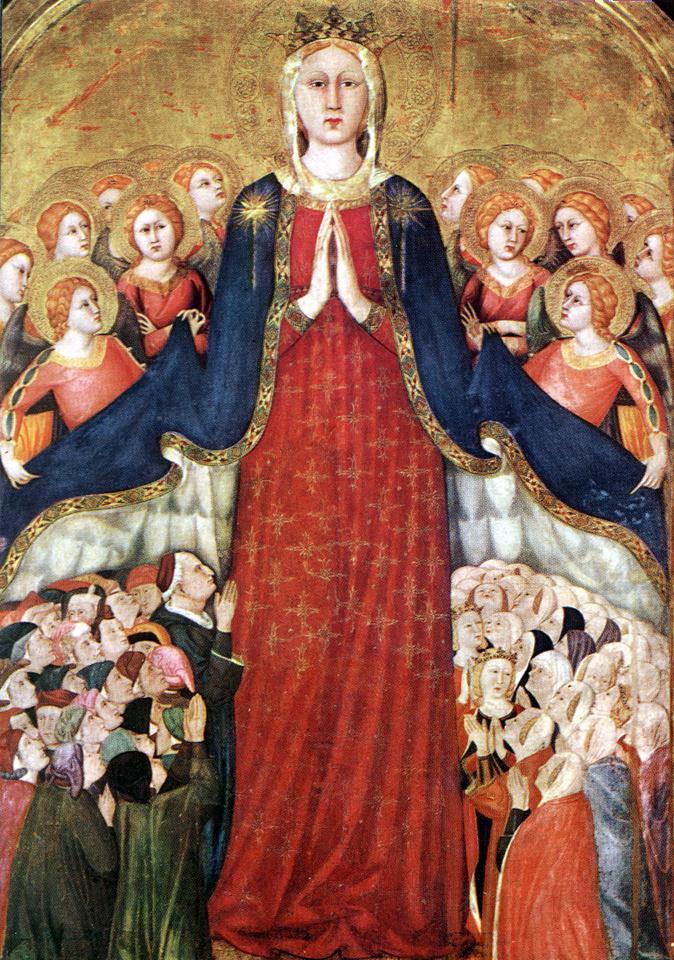
Липпо Мемми. Мадонна с плащом милосердия. 1350-е. Дерево, темпера. Собор Орвието
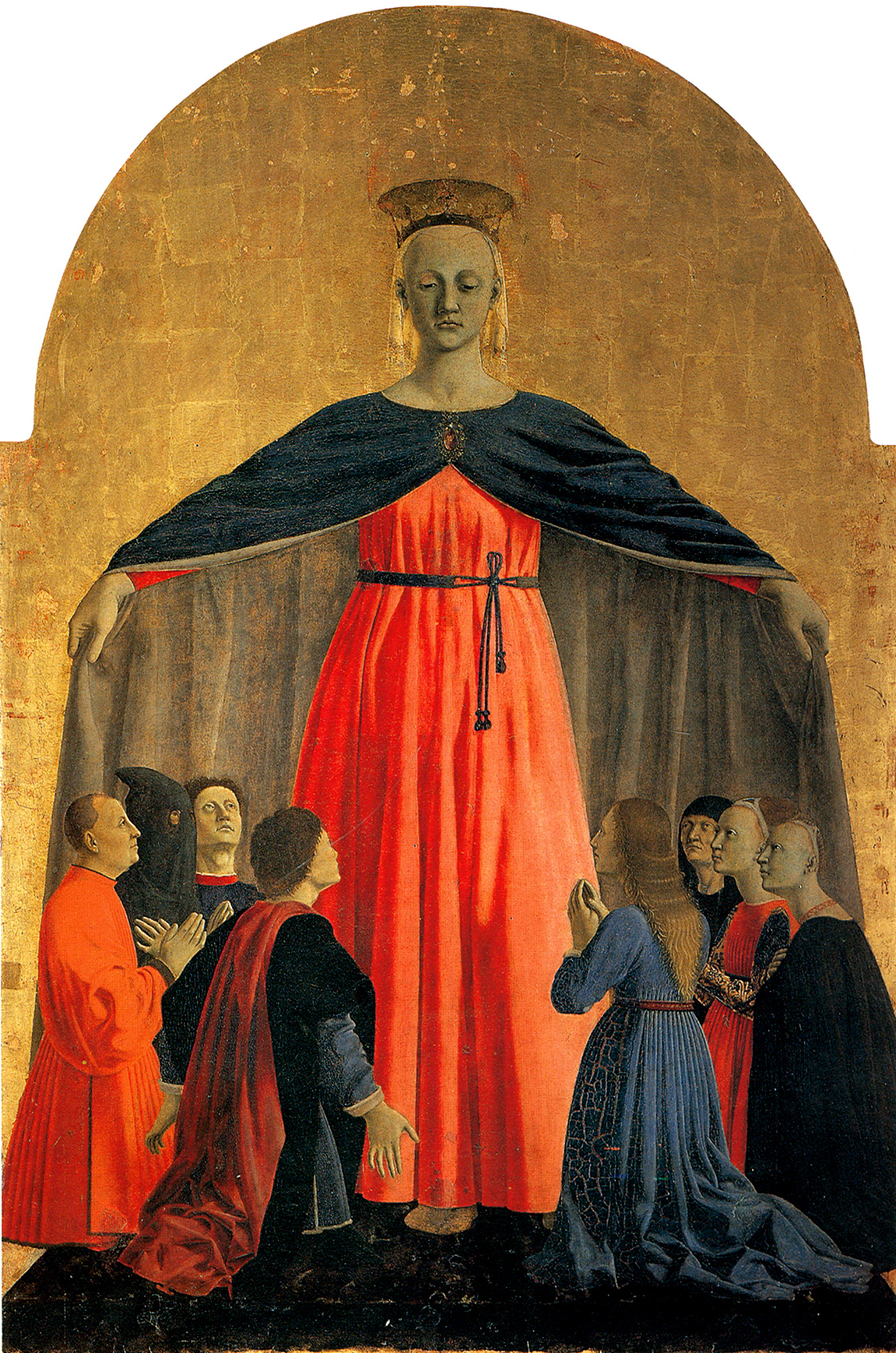
Пьеро делла Франческа. Мадонна с плащом милосердия. Ок. 1460. Дерево, темпера, масло. Муниципальный музей, Сансеполькро
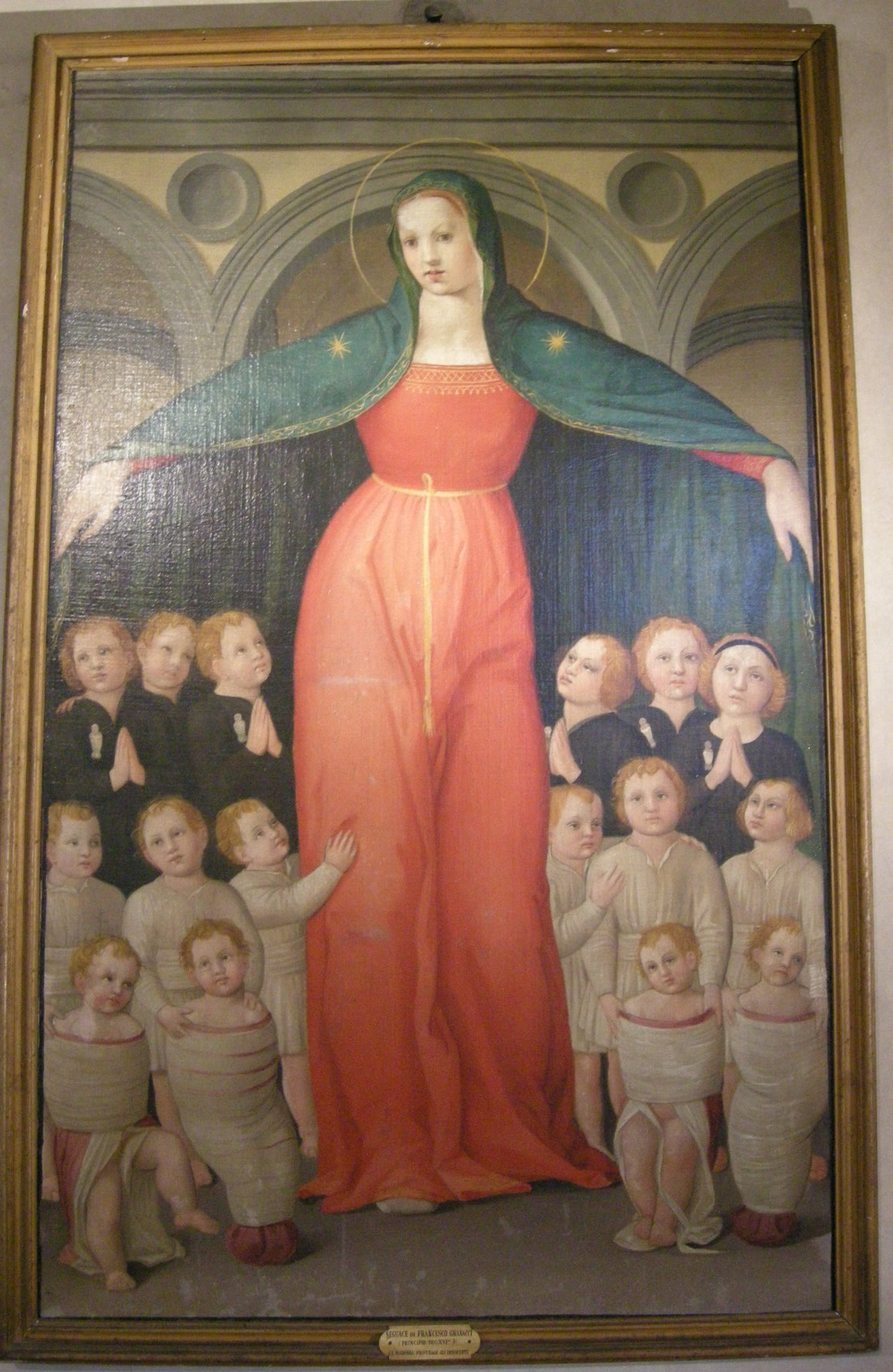
Неизвестный мастер. Мадонна невинных младенцев. Середина XVI в. Дерево, масло. Воспитательный дом, Флоренция
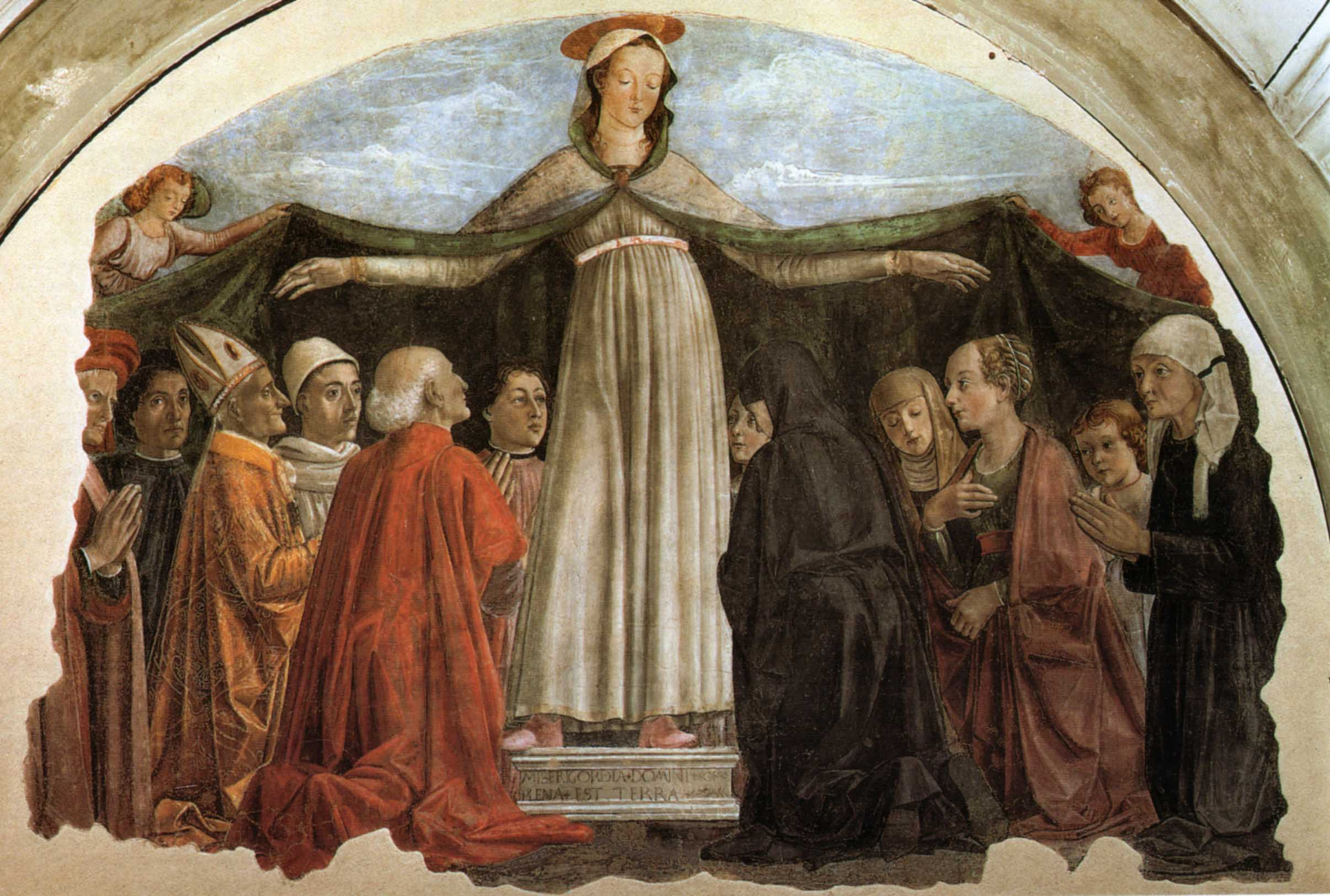
Д. Гирландайо. Мадонна делла Мизерикордия. Ок. 1472. Фреска.  Церковь Оньисанти, Флоренция
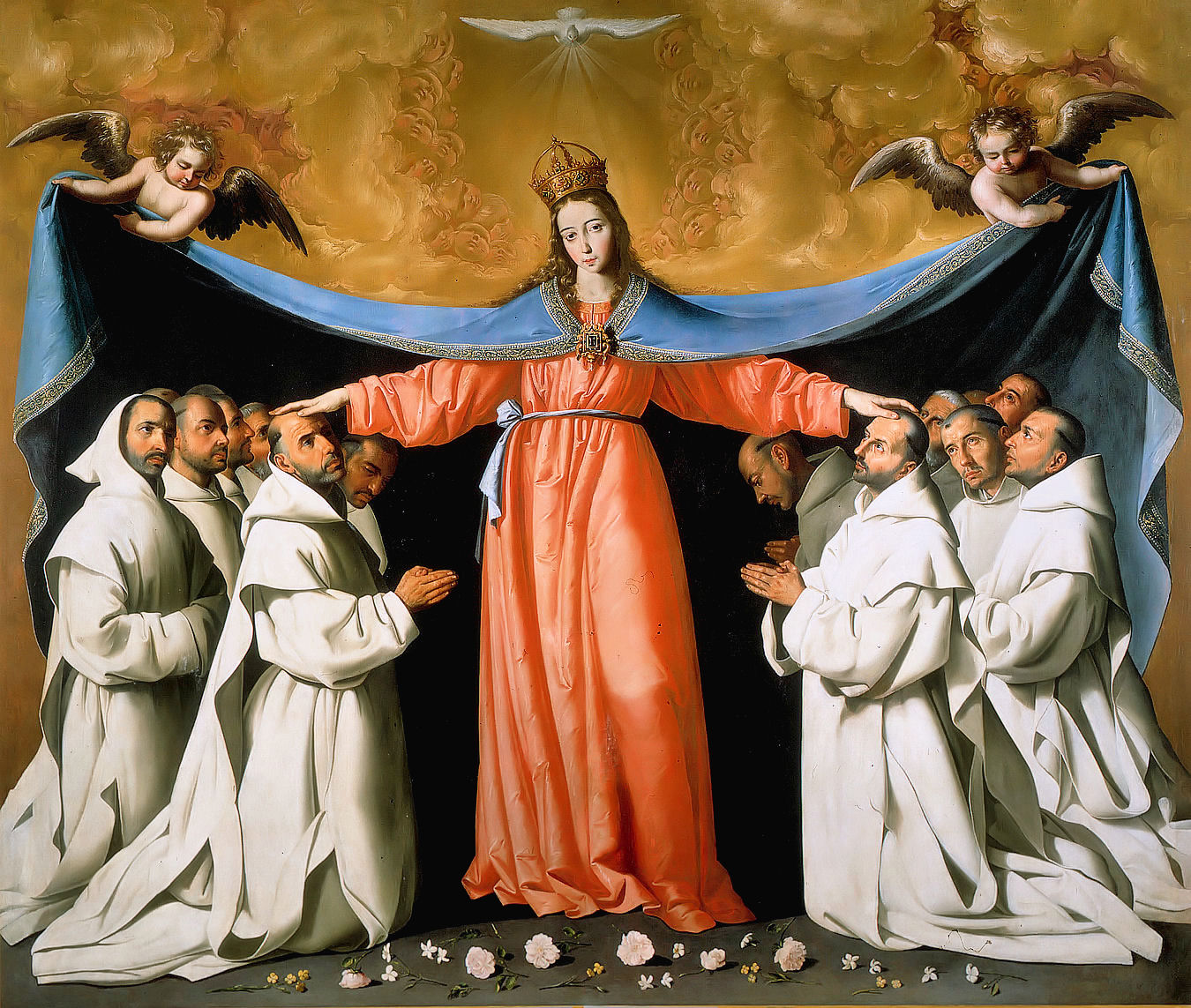
Ф. де Сурбаран. Пещерная Дева. между 1644 и 1655. Холст, масло. Музей изящных искусств, Севилья
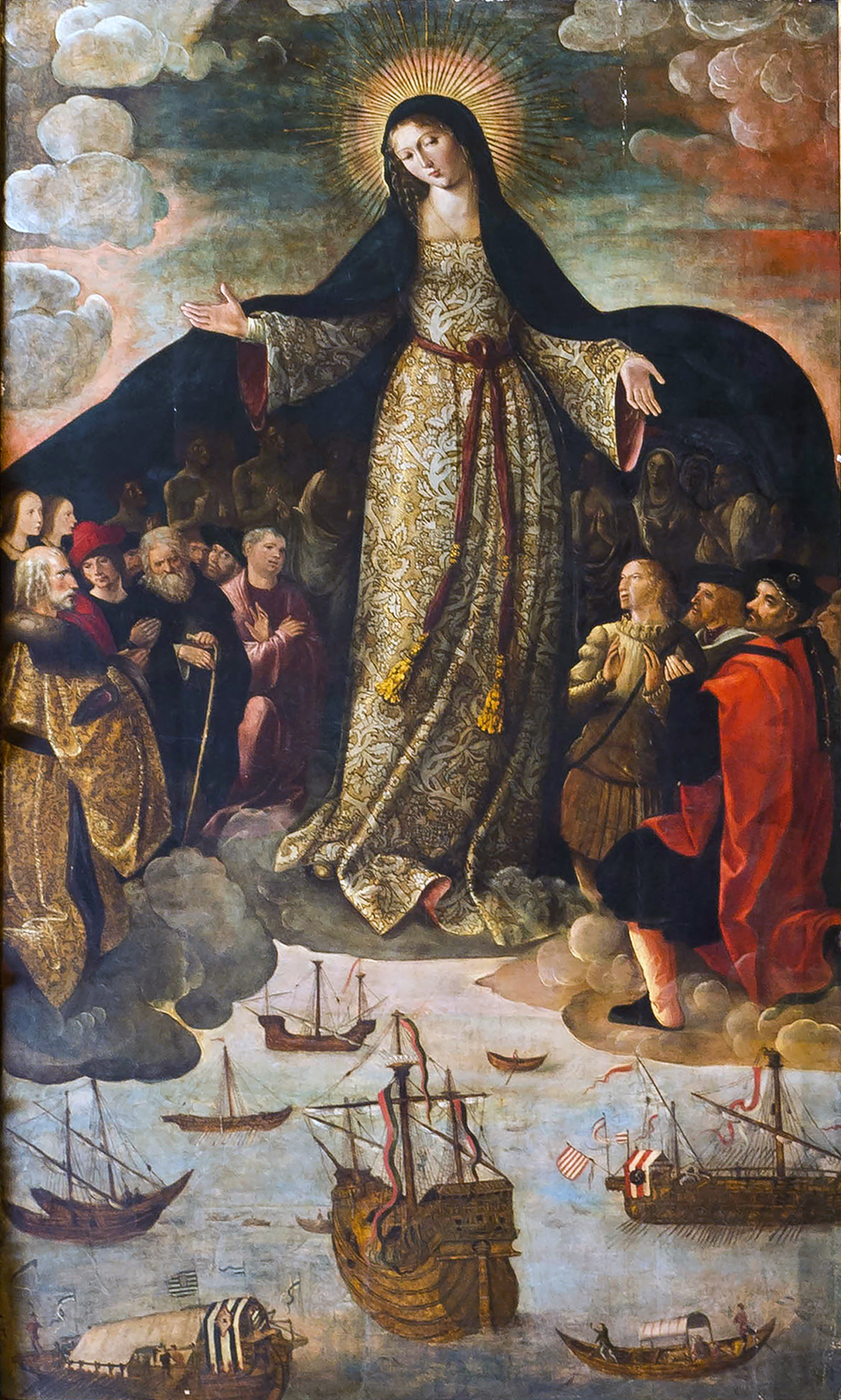
А. Фернандес. Мадонна мореплавателей. Центральная часть ретабло. 1533. Дерево, масло. Алькасар, Севилья
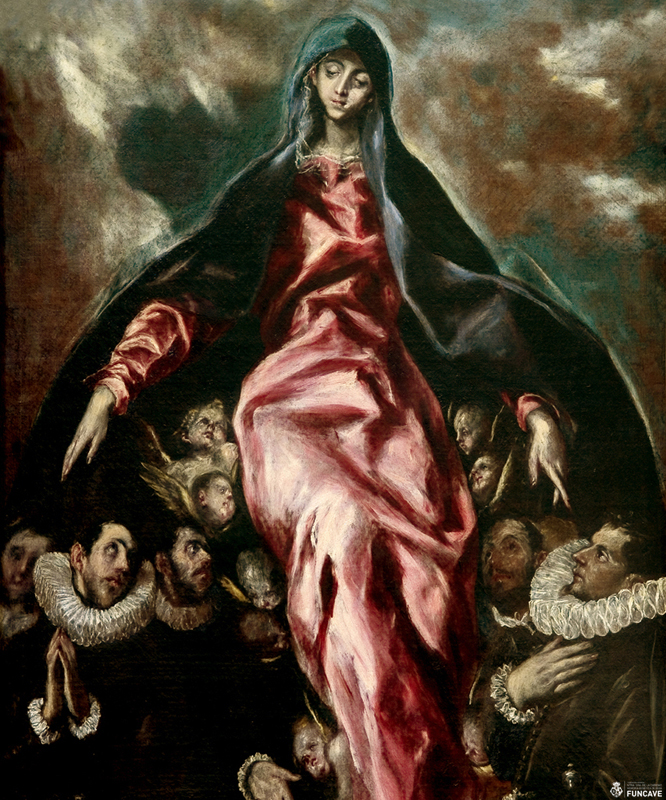
Эль Греко. Мадонна делла Мизерикордия. Между 1603 и 1605. Холст, масло. Главная капелла Приюта милосердия, Ильескас
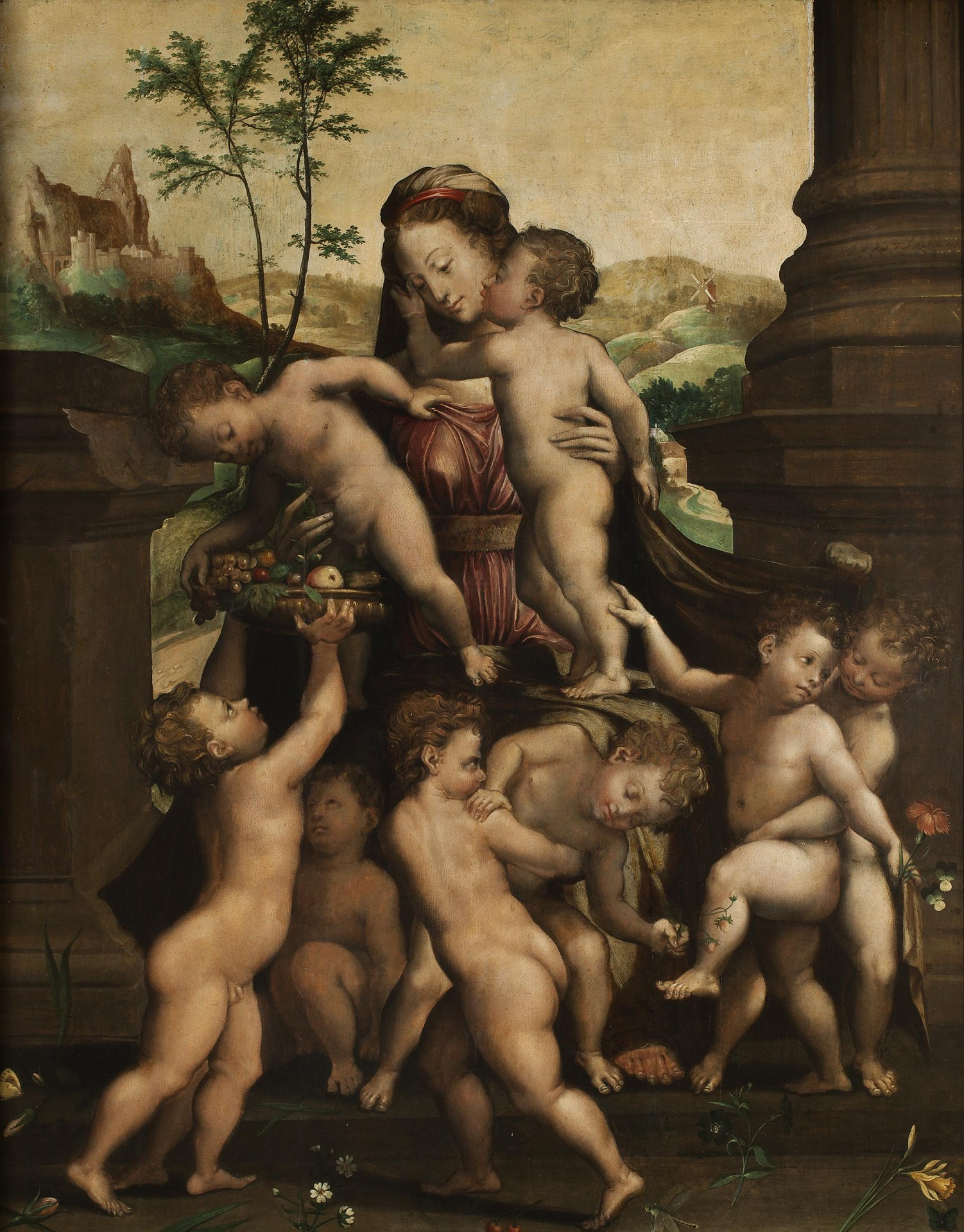
Л. Ломбард. Милосердие. Ок. 1537. Дерево, масло. Государственный Эрмитаж, Санкт-Петербург